# Grevinge
Grevinge er en stationsby på Nordvestsjælland med 606 indbyggere  (2024), beliggende i Grevinge Sogn ca. 20 kilometer nordvest for Holbæk. Byen befinder sig i Odsherred Kommune og tilhører Region Sjælland.
I Grevinge findes to levnedsmiddelforhandlere, en brugs og en bager. Tidligere var der et hotel at finde i byen, ligesom der var alt fra urmager til sadelmager og bank. I dag er der nogle småbutikker og værksteder, såsom trædrejeren, frisøren og antikvaren. Et af Nordvestsjællands største loppemarkeder OLG (Odsherreds Loppe- og Genbrugsmarked) holder ligeledes til i byen. Der er forbindelse til Grevinge med bus og med tog mod Nykøbing Sjælland og Holbæk fra Grevinge Station.
Tidligere lå Grevinge i Dragsholm Kommune.